# Spinimegopis delahayei
Spinimegopis delahayei är en skalbaggsart som beskrevs av Komiya och Alain Drumont 2007. Spinimegopis delahayei ingår i släktet Spinimegopis och familjen långhorningar.
Artens utbredningsområde är Myanmar. Inga underarter finns listade i Catalogue of Life.